# 12怒漢：大審叛
《12怒漢：大審叛》（俄語：12）是一部於2007年上映的犯罪片，由俄羅斯導演和演員尼基塔·米哈爾科夫執導，為雷金納德·羅斯戲劇《十二怒漢》和薛尼·盧密電影《十二怒漢》的改編。

## 劇情故事
陪審團正在商議一個車臣青年有否謀殺其作為俄羅斯軍官的後父。他起初看來是兇手，但一名陪審員（謝爾蓋·麥可維斯基飾）投票表示青年無罪；由於該判決須由陪審員一致通過，陪審員唯有重新審視案件，他們逐一作出青年是被誣陷的結論。事實上，軍官是被一名從事建築業務的人所殺。陪審團的討論多次穿插著青年戰時的童年回憶片段。
首席陪審員指他確信青年並沒有作案，但他指自己不會投票表示青年無罪，因為青年其後會被同一人殺害；最後，首席陪審員表明自己曾為一名情報機構人員，並同意投票表示青年無罪，又答應青年找出謀殺其後父的真兇。

## 評價
《12怒漢：大審叛》在俄羅斯和外地的評價好壞參半。威尼斯電影節評委會指電影確認米哈爾科夫「精通於向觀眾探索及揭示人性和情感的複雜」；俄羅斯總統普京、電影製片人員、車臣共和國總統拉姆赞·卡德罗夫與印古什共和国總統穆拉特·查基科夫在普京住所觀賞此電影，普京其後指電影令他“熱淚盈眶”。
另一方面，俄羅斯反對派記者卓婭·斯維托娃認為電影「親普京」，指首席陪審員為一情報機構人員（普京曾為克格勃效力），而最早指出青年無罪的陪審員代表俄羅斯反對派，長相酷似反對派政客佛利維亞·諾唯多斯卡雅，而一名職業為電視製作人的陪審員是諷刺俄羅斯製片人德米特里·里斯列夫斯基。

## 獎項
《12怒漢：大審叛》在2007年9月8日因其“一貫的優秀”（consistent brilliance）而獲得金獅獎的特別獎項，並在第64屆威尼斯國際電影節得到許多評論家的讚許。此電影被提名為奧斯卡最佳外語片。

## 外部連結
- 互联网电影数据库（IMDb）上《12》的资料（英文）
- 爛番茄上《12怒漢：大審叛》的資料（英文）
- AllMovie上《12》的资料（英文）
- . Sony Classics.   [2018-11-26]. （原始内容存档于2009-02-25）.
- TriTe – Mikhalkov Productions（页面存档备份，存于）
- The eXile- Revisiting 12: Mikhalkov's "Oscar-Worthy" Remake – By Yasha Levine（页面存档备份，存于）